# Liste des présidents de la Zambie
Pour un article plus général, voir Président de la république de Zambie.
Cet article dresse la liste des présidents de la république de Zambie depuis son indépendance du Royaume-Uni, le 24 octobre 1964.

## Liste des présidents
| No | Portrait           | Titulaire (Naissance-mort)      | Élection                 | Mandat            | Mandat                             | Mandat                    | Parti politique | Parti politique |
| No | Portrait           | Titulaire (Naissance-mort)      | Élection                 | Début             | Fin                                | Durée                     | Parti politique | Parti politique |
| -- | ------------------ | ------------------------------- | ------------------------ | ----------------- | ---------------------------------- | ------------------------- | --------------- | --------------- |
| 1  | Kenneth Kaunda     | Kenneth Kaunda (1924-2021)      | 1968 1973 1978 1983 1988 | 24 octobre 1964   | 2 novembre 1991                    | 27 ans et 9 jours         |                 | UNIP            |
| 2  | Frederick Chiluba  | Frederick Chiluba (1943-2011)   | 1991 1996                | 2 novembre 1991   | 2 janvier 2002                     | 10 ans et 2 mois          |                 | MMD             |
| 3  | Levy Mwanawasa     | Levy Mwanawasa (1948-2008)      | 2001 2006                | 2 janvier 2002    | 19 août 2008 (mort en fonction)    | 7 ans, 7 mois et 17 jours |                 | MMD             |
| 4  | Rupiah Banda       | Rupiah Banda (1937-2022)        | intérim                  | 19 août 2008      | 2 novembre 2008                    | 2 ans, 1 mois et 4 jours  |                 | MMD             |
| 4  | Rupiah Banda       | Rupiah Banda (1937-2022)        | 2008                     | 2 novembre 2008   | 23 septembre 2011                  | 2 ans, 1 mois et 4 jours  |                 | MMD             |
| 5  | Michael Sata       | Michael Sata (1937-2014)        | 2011                     | 23 septembre 2011 | 28 octobre 2014 (mort en fonction) | 3 ans, 1 mois et 5 jours  |                 | PF              |
| —  | Guy Scott          | Guy Scott (né en 1944)          | intérim                  | 28 octobre 2014   | 25 janvier 2015                    | 2 mois et 28 jours        |                 | PF              |
| 6  | Edgar Lungu        | Edgar Lungu (1956-2025)         | 2015                     | 25 janvier 2015   | 13 septembre 2016                  | 6 ans, 6 mois et 30 jours |                 | PF              |
| 6  | Edgar Lungu        | Edgar Lungu (1956-2025)         | 2016                     | 13 septembre 2016 | 24 août 2021                       | 6 ans, 6 mois et 30 jours |                 | PF              |
| 7  | Hakainde Hichilema | Hakainde Hichilema (né en 1962) | 2021                     | 24 août 2021      | en cours                           | 3 ans, 9 mois et 13 jours |                 | UPND            |